# Teller-amendement

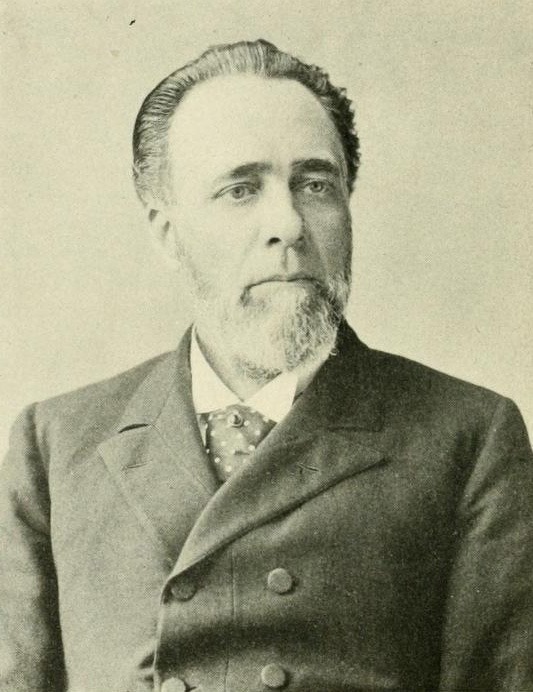
Senator Henry M. Teller (Republikein)

Het Teller-amendement werd door het Amerikaans Congres op 11 april 1898 aangenomen, aan de vooravond van de Spaans-Amerikaanse Oorlog, waarin de Verenigde Staten op het eiland Cuba intervenieerden.
Tijdens de Cubaanse Opstand (1895-1898) hadden Republikeinse politici als Henry Cabot Lodge en Theodor Roosevelt gepleit voor annexatie van Cuba. Om iedere schijn van eigenbelang te vermijden, werd op voorstel van senator Henry Teller van Colorado een amendement toegevoegd aan de oorlogsverklaring aan Spanje: het Amerikaanse ingrijpen mocht niet uitdraaien op de annexatie van Cuba of een andere vorm van controle over het eiland en haar bevolking. 
Het amendement luidde (fragment):

That the people of the Island of Cuba are, of right ought to be, free and independent..... That the United States hereby disclaims any disposition of intention to exercise sovereignty, jurisdiction, or control over said island except for pacification thereof, and asserts its determination, when that is accomplished, to leave the government and control of the island to its people.

De Senaat namen het voorstel aan met 42 stemmen voor en 35 tegen. Op dezelfde dag stemden ook de leden van het Huis van Afgevaardigden met 311 stemmen voor en zes tegen. President William McKinley nam het voorstel over en nam de passage op in zijn brief van 20 april 1898 aan de Spaanse regering.
De Amerikanen claimden slechts de humanitaire catastrofe te willen beëindigen en niet uit te zijn op gebiedsuitbreiding. Dat wil overigens niet zeggen dat er geen sprake was van eigenbelang. Amerika had er wel degelijk belang bij indien zij geen sterke naties als naaste buren had die scheepvaartroutes via het toekomstige Panamakanaal konden controleren.